# 條斑條鰍
條斑南鰍（學名：Schistura fascimaculata）為輻鰭魚綱鯉形目條鰍科南鰍屬的其中一種。分布於亞洲巴基斯坦淡水流域，體長可達8.6公分，棲息在河川底中層水域，生活習性不明。

## 扩展阅读
維基物種上的相關：條斑南鰍